# Jakob Dinesen

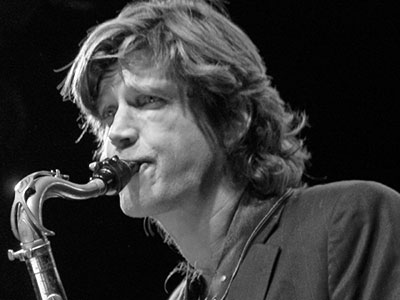
Jakob Dinesen (2014)

Jakob Dinesen (* 6. März 1968 in Rungsted) ist ein dänischer Jazzsaxophonist.

## Leben und Wirken
Dinesen begann im Alter von 16 Jahren Tenorsaxophon zu spielen und lernte u. a. bei Bob Rockwell und Fredrik Lundin. Von 1990 bis 1991 studierte er an der Berklee School of Music, arbeitete in dieser Zeit mit Gary Burton und Paul Motian, danach studierte er bis 1999 am Rytmisk Musikkonservatorium in Kopenhagen.
Dinesen trat mit den meisten dänischen Vertretern des Modern Jazz auf und nahm mehrere Alben als Bandleader auf. Everything Will Be All Right wurde in Dänemark das Album des Jahres 2003. Mit Anders Christensen leitete er die Formation Once Around the Park, mit der er zwischen 1997 und 2005 drei Alben veröffentlichte. Auch ist er auf Alben des Jan Kaspersen Sextet, von Ok Nok...Kongo, Sara Indrio & The Latin Collective, The Pulse und auf Kira Skovs Memories of Days Gone By zu hören.

## Diskographische Hinweise
- Once Around the Park: Unity (Family, 1997) mit Kasper Tranberg, Nikolaj Torp Larsen, Rune Funch, Anders Christensen, Michael Finding, Rune Harder, Al Agami
- Around (Stunt, 1999) mit Ben Besiakov, Nils Davidsen, Paul Motian, Kurt Rosenwinkel
- Jakob Dinesen / Kurt Rosenwinkel: Everything Will Be All Right (Stunt, 2002) mit Anders Christensen, Kresten Osgood
- Lady with a Secret (Stunt, 2004) mit Ben Besiakov, Eddie Gomez, Nasheet Waits
- One Kiss Too Many (2006) mit Jakob Bro, Ben Street, Nasheet Waits
- Yasmin (Stunt 2014) mit Darin Pantoomkomol, Anders Christensen, Jakob Hoyer, Andrea Gyarfas, Karen Johanne Pedersen, Mette Brandt, Samira Dayyani, Per Mollehoj, Hugo Rasmussen
- Jakob Dinesen, Anders Christensen, Laust Sonne: Blessings (April 2021)
- Unconditional Love (Stunt 2022)[1]
- Jakob Dinesen / Anders Christensen / Laust Sonne: Moonlight Drive (April Records,  2023)